# فرهوپ، شهرستان فایت، پنسیلوانیا
فرهوپ (به انگلیسی: Fairhope) یک منطقهٔ مسکونی در ایالات متحده آمریکا است که در شهرستان فایت، پنسیلوانیا واقع شده‌است. فرهوپ ۲٫۱۶ کیلومتر مربع مساحت و ۱٬۱۵۱ نفر جمعیت دارد و ۲۸۵٫۹۱ متر بالاتر از سطح دریا واقع شده‌است.